# Psydrax maingayi
Psydrax maingayi là một loài thực vật có hoa trong họ Thiến thảo. Loài này được (Hook.f.) Bridson miêu tả khoa học đầu tiên năm 1985.